# Abadia de Ferrières
L'Abadia de Ferrières és un monestir benedictí, també conegut com a abadia de Bethelem al municipi francès de Ferrières-en-Gâtinais. L'abadia consta de tres edificis:
- La capella de Notre Dame de Betheleem
- L'església de Sant Pere i sant Pau
- La residència dels monjos

## Història

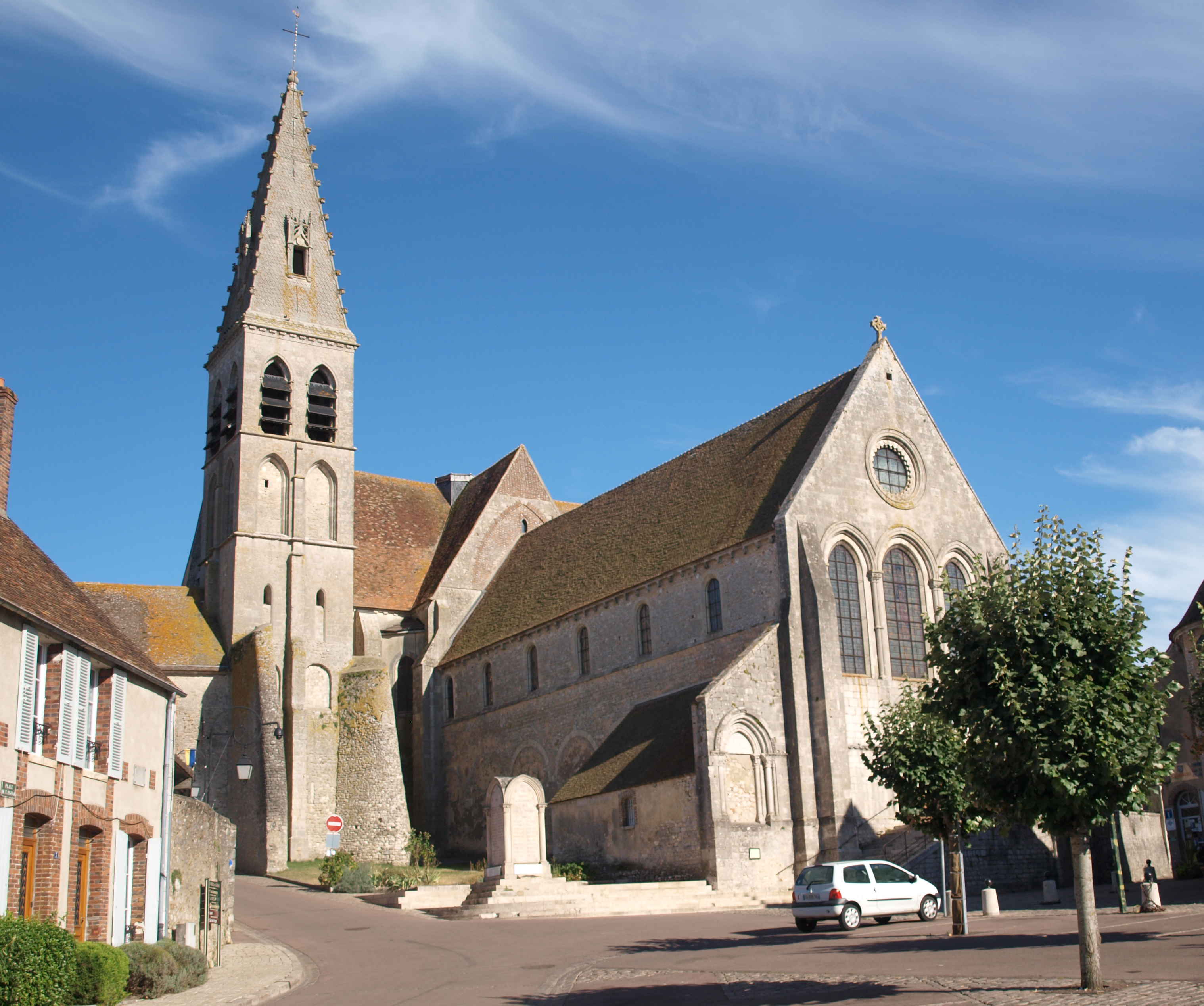
Exterior de l'abadia, façana de l'església de sant Pere i sant Pau

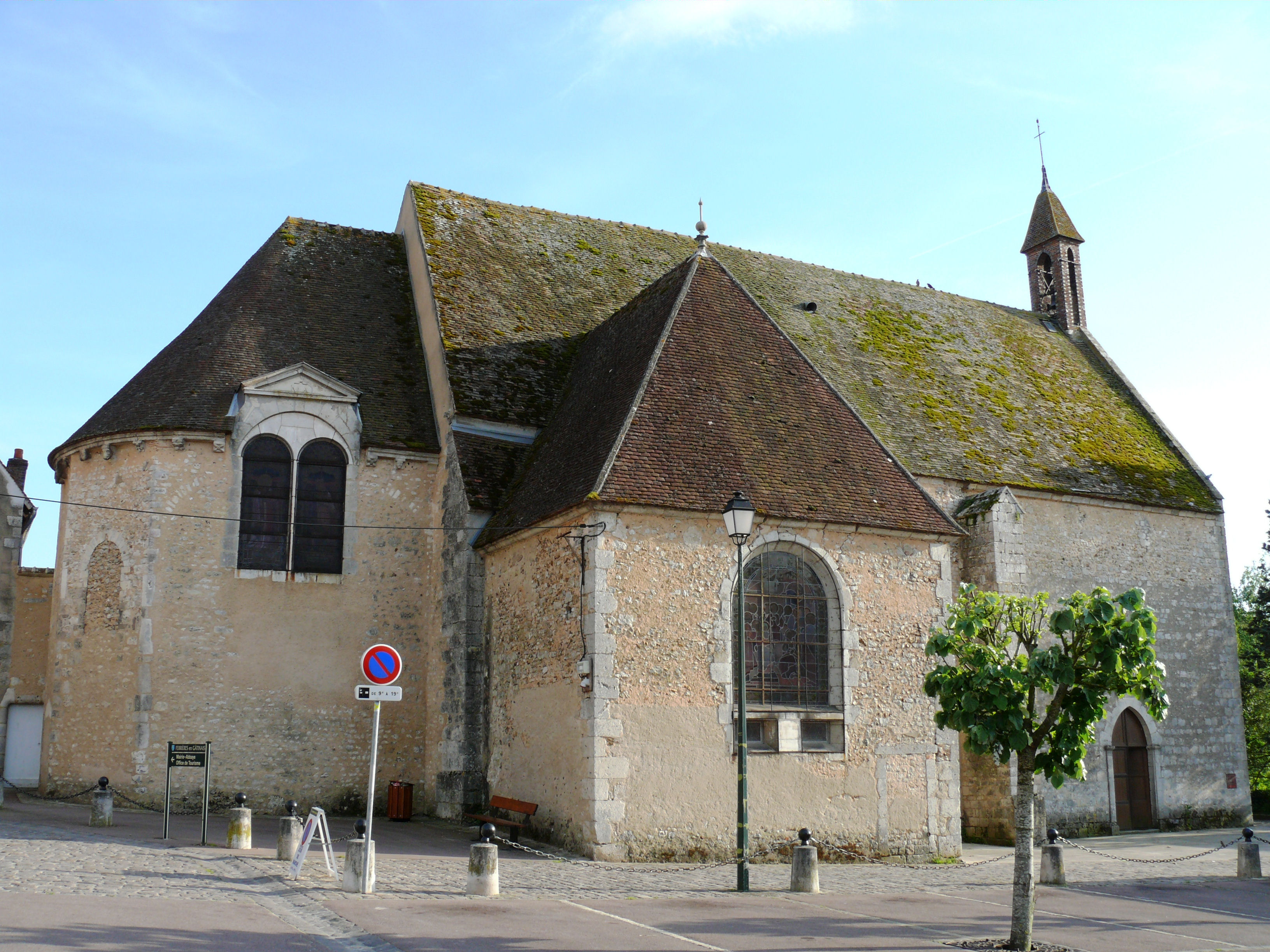
Capella de Notre dame de Betheleem

Es creu que va ser fundada per Clodoveu I i construïda pels deixebles de sant Columbà. Hi ha documents que parlen de la seva existència a començaments del segle VII. Al diccionari d'abadies i monestirs publicat el 1856 per l'abat Migne, es diu que va ser fundada el 630 pel duc Wandelbert amb el nom de Bethleem Ferrariæ.
Va ser restaurada al segle ix per Lluís el Pietós i Carles el Calb. Els reis Lluís III i Carloman II hi van ser coronats el 19 d'abril del 879. L'abadia va estar relacionada amb la cort imperial, de manera que algun dels membres de la família reial va ser abat. La seva escola va adquirir gran reputació, especialment amb el seu abat Loup de Ferrières. Héric d'Auxerre va ser alumne d'ell abans de ser un dels mestres a l'abadia de Saint-Germain d'Auxerre. Tot i que només s'han conservat uns pocs manuscrits fets en aquesta abadia, se sap que es va fer una important tasca de copistes al seu scriptorium. A la Biblioteca Vaticana es guarda un llibre sobre la vida sant Aldric, qui
va en ser abat després de la restauració (821-829) abans d'esdevenir bisbe de Sens.

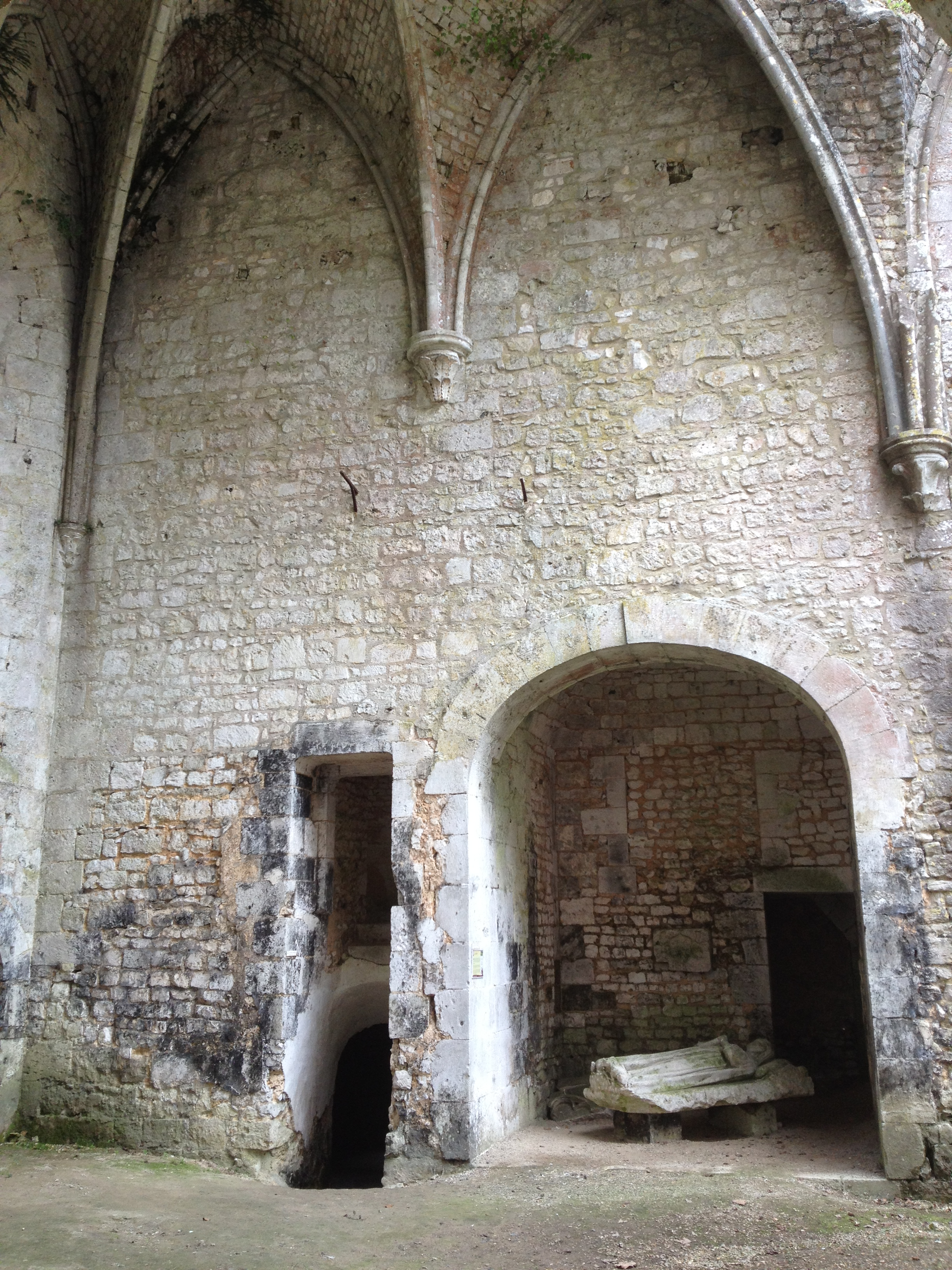
Interior de la capella amb l'estàtua jacent de Marie de Ferrières

Loup de Ferrières es va preocupar per adquirir manuscrits antics que enriquissin la biblioteca de l'abadia, existeixen cartes que ho proven: una adreçada a Eginhard, abat de Seligenstadt; una altra a Ansbald, abat de Prüm; una altra a Altsig, abat de York, i també peticions adreçades al papa Benet III, per exemple demanant un exemplar del "De oratore" de Ciceró. Loup de Ferrières també va establir un taller de copistes a l'abadia de Saint-Josse-sur-Mer, la qual depenia de l'abadia de Ferrières.
El 880, l'abadia de Ferrières va acollir els monjos de l'abadia de Saint-Martin de Tournai, fundada el 632 per Eloi de Noyon, la qual havia estat destruïda en una incursió dels vikings, però que van poder salvar alguns documents i cartes de potestat. La construcció de l'església actual va començar cap al 1150. El papa Alexandre III la va consagrar sense estar totalment acabada el 29 de setembre del 1163. El transsepte i el presbiteri van ser edificats en una segona fase a començaments del segle xiii.
El 1427 va ser incendiada pels anglesos en el decurs de la guerra dels Cent Anys i més endavant va ser atacada pels hugonots encapçalada pel seu propi abat, Odet de Coligny, qui s'havia convertit al calvinisme. Va ser reconstruïda a petició de l'abat Louis de Blanchefort (1478-1505) a finals del segle xv, i també al segle xvi sota la direcció del prior dom Guillaume Morin (1610-1628). Consta en l'arxiu Monasticon gallicanum. Pel maig del 1479 el rei Lluís XI li va atorgar la seva protecció.
El 1739 la nau lateral de la banda nord es va ensorrar a causa d'una esquerda a la torre del creuer. L'arquitecte Jules Lisch va començar la restauració del 1864, però els treballs van quedar inacabats.

## Arquitectura

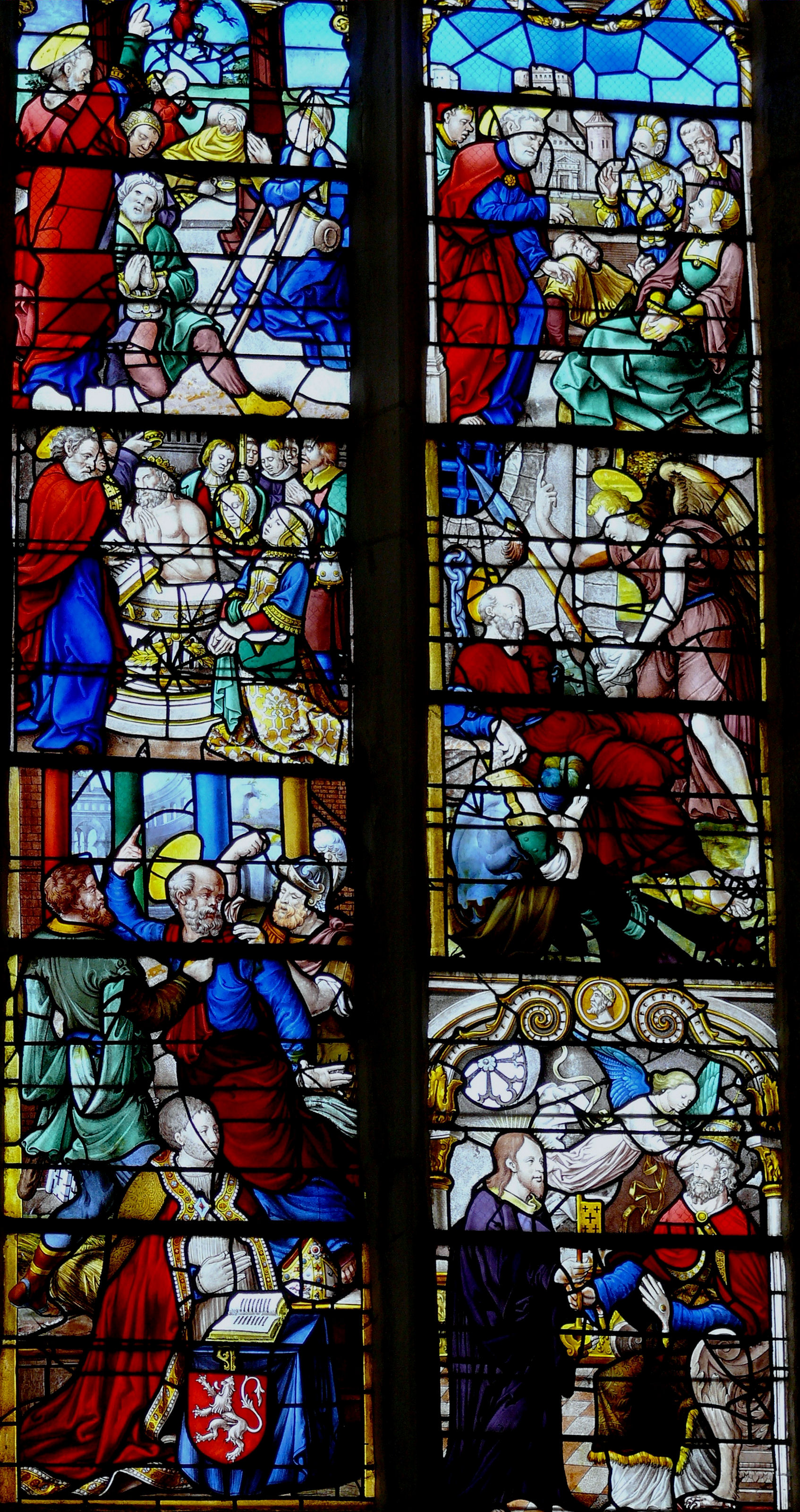
Vitrall de l'abadia

A més de l'església de l'abadia de Saint-Pierre (segles xii i xiii) s'han conservat dos edificis: la Capella de nostra Senyora de Betlem (a l'oest de l'església de Sant Pere) i les parts pròpiament monàstiques, tal com van quedar amb la reconstrucció de Louis Blanchefort a finals del segle xv. En el seu apogeu, l'abadia ocupava una àmplia parcel·la tancada, amb un gran claustre interior vorejant per la nau sud de l'església de Sant Pere i un petit claustre tocant al presbiteri.

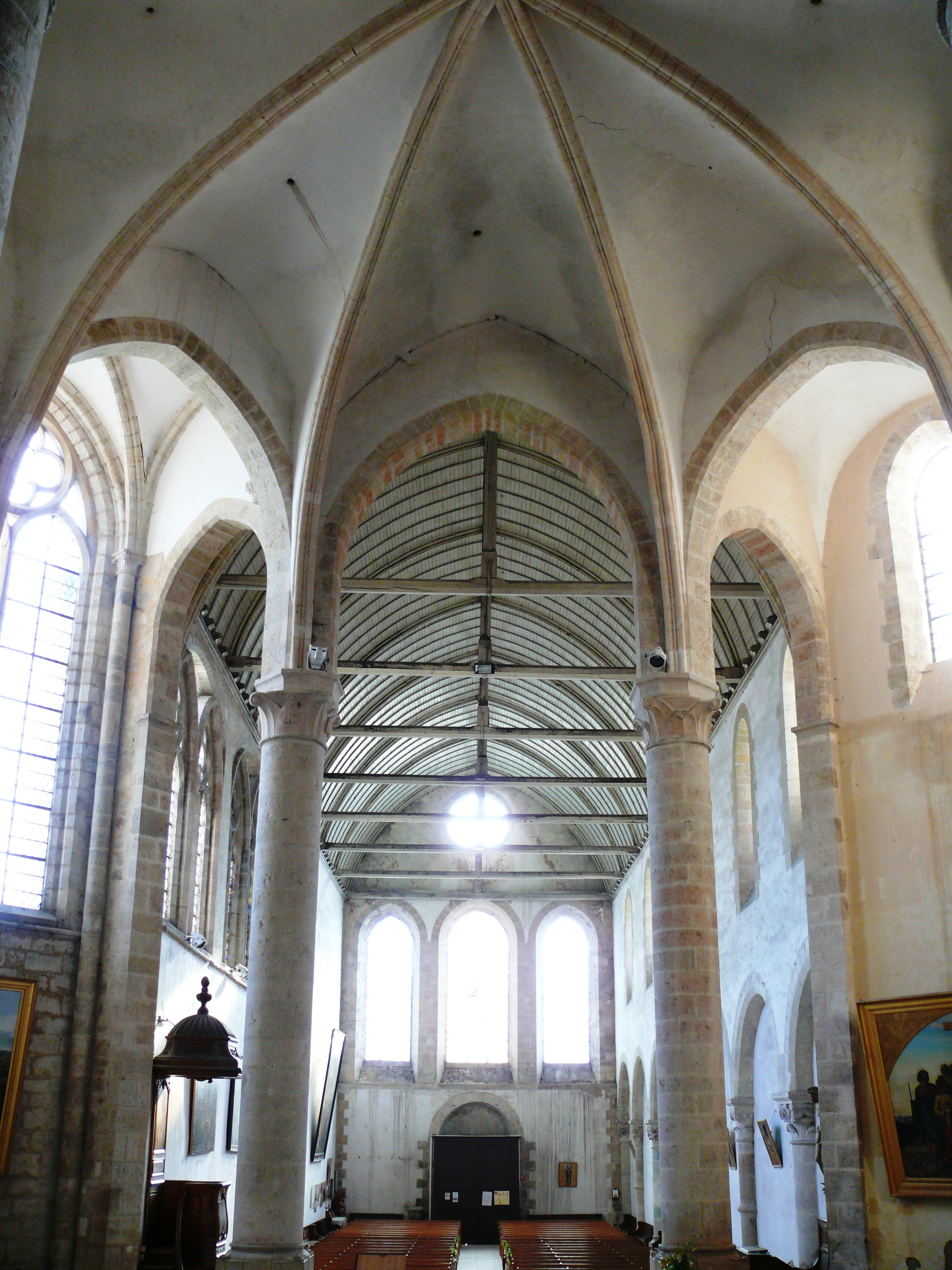
Sostre format per la unió de quatre arcs d'ogiva

La gran nau central de l'església de l'abadia estava unida a una nau lateral a la banda esquerra que es va esfondrar el 1739 per la caiguda del creuer, encara s'hi poden veure les grans arcades que comunicaven ambdues estructures. Els suports d'aquestes arcades, estan inserits actualment en l'obra i formaven part d'una línia de columnes alternades: una de gruixuda i dues columnes bessones més primes, la mateixa disposició que a la l'església de Champeaux, a Saint-Martin d'Étampes.
Pel que fa a la decoració es nota una influència de la catedral de Sens. L'absis té forma de rotonda mig octogonal. Aquesta forma podria ser deguda a l'existència d'uns pilars de suport, vestigi de la primera construcció carolíngia, que més endavant aprofitaria l'abat Aldaric (821-828) per a fer una reconstrucció a imitació de l'abadia de sant Salvador de Charroux. L'espai central no està cobert per una cúpula sinó per una volta formada per la unió de quatre arcs d'ogiva. Entre la capella del travesser i el presbiteri hi ha una petita sala que va fer les funcions de sagristia i de sala per vetllar difunts.

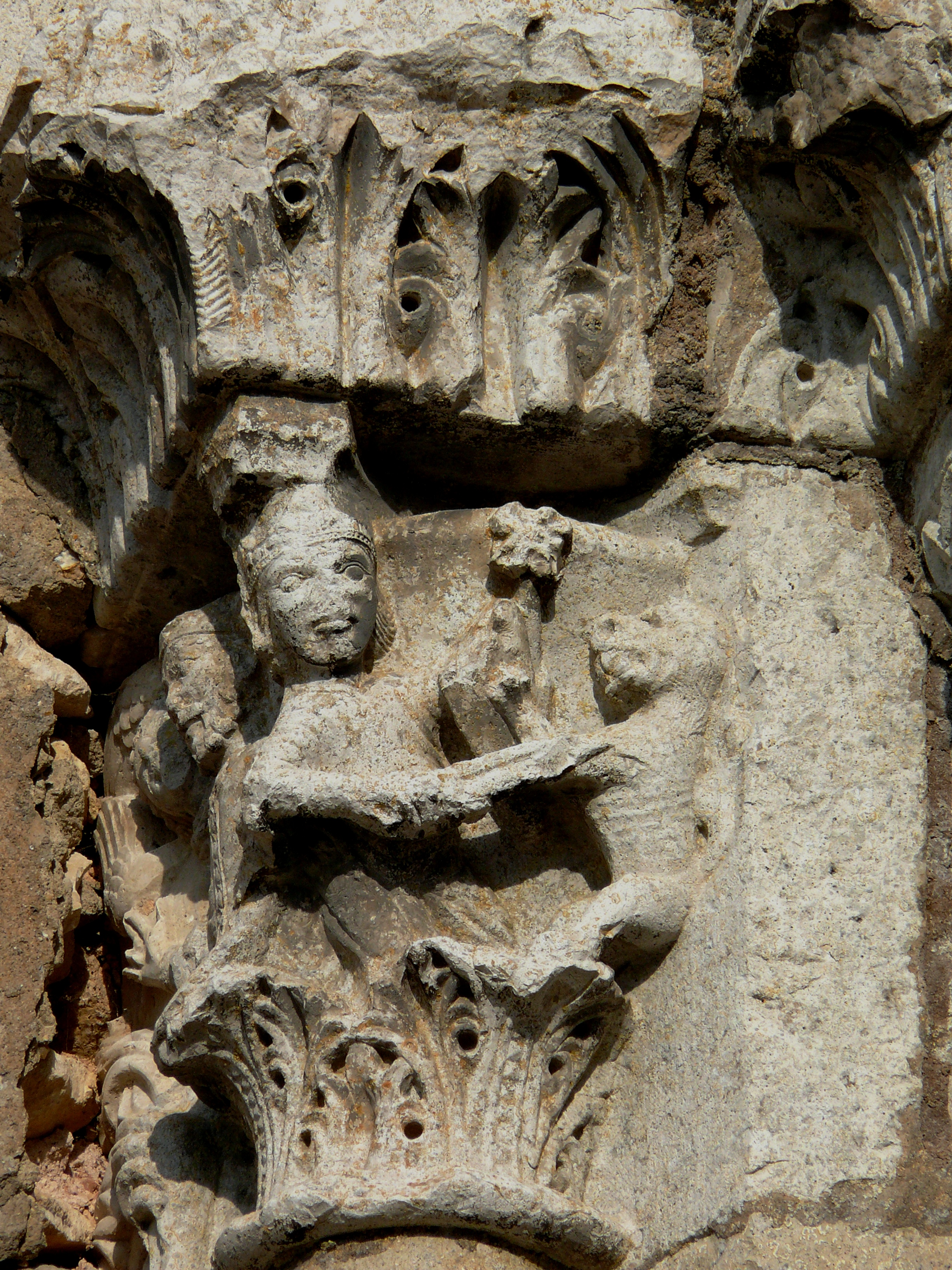
Pipí el breu lluitant contra un lleó.

A la banda esquerra hi ha una capella del segle xiv. El cor està cobert per una volta dividida en sis nervis, aquest tipus de volta es feia servir ja al segle xiii en construccions a la regió de la Xampanya i la Borgonya. Els murs laterals són del segle xi i s'han conservat com a mur de càrrega. Sobre el creuer hi havia una torre coneguda com a «clocher de plomb» (el campanar de plom), que es pot veure en un gravat del llibre "Monastecon gallicanum" però que es va destruir el 1739. Estava decorat amb vuit estàtues de plom de 2,5 metres d'alçada i amb els escuts d'armes del rei Lluís XIII i el del príncep de Condé. El timpà sobre la porta principal de la nau, ara nu, estava guarnit amb un Crist en majestat, en rostre del qual es podia reconèixer el rei Clovis. En una porta lateral s'hi pot veure la figura de Pipí el Breu lluitant contra un lleó decorant un capitell.

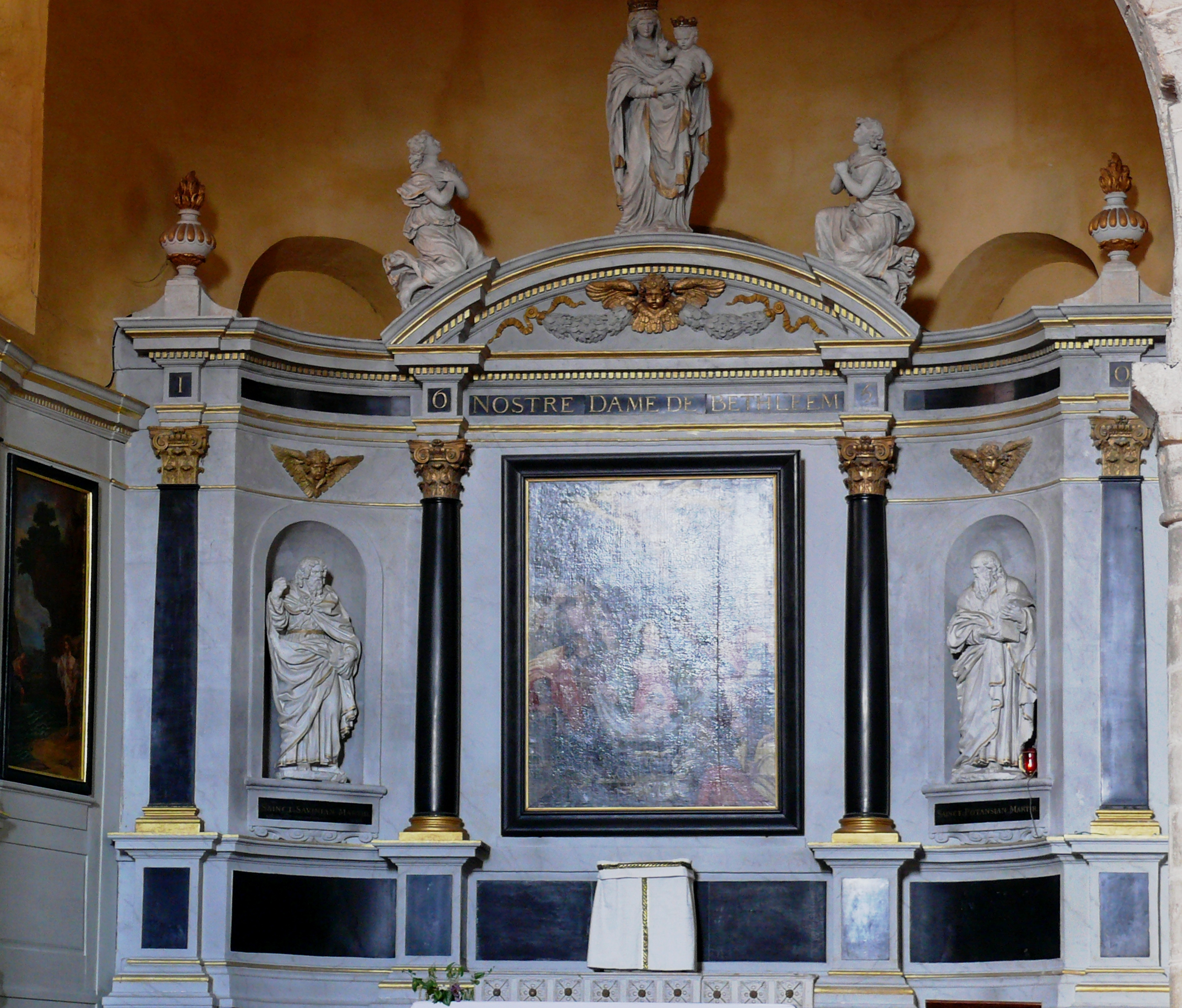
Retaule de Gilles Guérin

Al deambulatori de l'absis hi ha la tomba de Lluís de Blanchefort, abat entre 1465 i 1507. Els vitralls de l'absis daten de finals del segle xv i de començaments del segle xvi. van ser encomanats per Lluís de Blanchefort i pel seu successor Pierre de Martigny (1518-1527). Les imatges que representen són: El matrimoni de la Verge i la infantesa de Jesús; la història de sant Pere; la Passió a la finestra central; la història de sant Cristòfol màrtir; la història de Sant Pau apòstol i la història de sant Aldric.
A l'altar de la capella de Notre-Dame de Betheleem hi ha un retaule del 1650 obra de Gilles Guérin.